# Francis Charles Philips
Francis Charles Philips (* 3. Februar 1849 in Brighton, East Sussex; † 21. April 1921 in London) war ein britischer Schriftsteller und Schauspieler.

## Leben
Philips war der jüngste Sohn von Reverend George Washington Philips (1784–1865), einem Plantagenbesitzer auf der Insel St. Kitts. Seine Erziehung erfolgte erst durch den Vater, später wurde er auf das Brighton College, eine Privatschule  mit Internat, geschickt. Im Anschluss daran kam er Anfang 1868 an das Royal Military College nach Sandhurst (Berkshire). Nach seiner Ausbildung leistete er seinen Dienst meistenteils in England und Irland ab.
Nach drei Jahren quittierte Philips seinen Dienst und verließ die Armee. Er ließ sich in Liverpool nieder. Dort heiratete er am 28. Juli 1871 Maria Jones und hatte mit ihr einen Sohn. Seine Ehefrau starb bereits 1873. Durch seine Bekanntschaft mit Schriftstellern und Schauspielern bekam er bald auch die Möglichkeit, selbst als Schauspieler zu reüssieren. Bestärkt durch Theaterkritiker, die ihn durchweg lobten, konnte er sich später nach London engagieren lassen.
In London heiratete Philips am 8. November 1878 in zweiter Ehe Eve Maude Kevill-Davies und hatte mit ihr einen Sohn und zwei Töchter. Eine größere Karriere war ihm anscheinend verwehrt; so verließ Philips 1880 die Bühne und begann an der Universität London Rechtswissenschaft zu studieren. Nach erfolgreichem Abschluss wurde er 1884 am Middle Temple als Barrister zugelassen; es scheint aber, dass er nie als Anwalt in Erscheinung getreten ist.
1921 starb Francis Charles Philips in London und fand dort auch seine letzte Ruhestätte. Sein literarisches Werk reicht von Kolumnen und Fortsetzungsromanen im Feuilleton bis hin zu Erzählungen, Romanen und Theaterstücken. Die meisten seiner Werke verfasste er allein, bei einigen arbeitete er eng mit Kollegen zusammen.

## Ehrungen
- Kommandeur vom St.-Sava-Orden[1]
- Die National Portrait Gallery (London) besitzt eine Karikatur von Francis Charles Philips, die Carlo Pellegrini 1888 für die Zeitschrift Vanity Fair angefertigt hatte.

## Werke (Auswahl)
Autobiografisches
- zusammen mit A. R. T. Philips: Life. Tauchnitz, Leipzig 1911 (englisch)
- My varied life. Nash, London 1914.

Aufsätze und Kolumnen
- Le journal d’uner mondaine. 1886.

Erzählungen
- A devil in nun’s veiling and other stories. Tauchnitz, Leipzig 1895 (englisch)
Inhalt: 10 Erzählungen.
- the luckiest of three and other stories. Tauchnitz, Leipzig 1896 (englisch)
Inhalt: 12 Erzählungen.
- A question of colour and other stories. Tauchnitz, Leipzig 1895 (englisch)
Inhalt: 10 Erzählungen.
- Eliza Clarke, governess and other Stories. Tauchnitz, Leipzig 1901 (englisch)
Inhalt: 13 Erzählungen.
- Marriage and other sketches. Tauchnitz, Leipzig 1901 (englisch)
Inhalt: 10 Erzählungen.
- Schoolgirls of to-day and other sketches. Tauchnitz, Leipzig 1902 (englisch)
Inhalt: 12 Erzählungen.

Romane
- A lucky woman. London 1886 (3 Bände)
- As in a looking glass. Tauchnitz, Leipzig 1886 (englisch, 2 Bände)
  - Deutsch: Wie in einem Spiegel. Engelhorn, Stuttgart 1888 (2 Bände, übersetzt von A. C. Wanderer)
- The dean and his daughter. Tauchnitz, Leipzig 1887 (englisch)
- Jack and three jills. Tauchnitz, Leipzig 1888 (englisch)
  - Deutsch: Jack und seine drei Flammen. Engelhorn, Stuttgart 1889 (übersetzt von Natalie von Rümelin)
- zusammen mit Charles J. Wills: The fatal Phryne. Tauchnitz, Leipzig 1889 (englisch)
  - Deutsch: Die verhängnisvolle Phryne. Engelhorn, Stuttgart 1890 (übersetzt von Ferdinand Franz Mangold)
- Constance. Tauchnitz, Leipzig 1892 (3 Bände, englisch)
- zusammen mit Percy Fendall: A daughter’s sacrifice. Tauchnitz, Stuttgart 1899 (englisch)
- A barrister’s courtship. Tauchnitz, Leipzig 1907 (englisch)
- zusammen mit Percy Fendall: Disciples of Plato. Tauchnitz, Leipzig 1909 (englisch)
- zusammen mit Percy Fendall: A honeymoon and after. Tauchnitz, Leipzig 1910 (englisch)
- zusammen mit A. R. T. Philips: Judas, the woman. Tauchnitz, Leipzig 1914 (englisch)

Sachbücher
- Social vicissitudes. Tauchnitz, Leipzig 1891 (englisch)

Theaterstücke
- As in a looking glas.
- zusammen mit Leonard Merrick: The free pardon.
- zusammen mit Seymour Hicks: Papa's wife.